# Oberranna (Gemeinde Mühldorf)
Oberranna ist eine Ortschaft in der Marktgemeinde Mühldorf in Niederösterreich. Sie hat 17 Einwohner (Stand 1. Jänner 2024).
Die Ortschaft liegt nordwestlich von Mühldorf am Anstieges auf das Hochplateau des Waldviertels auf halber Höhe und besteht aus der Burg Oberranna und einem ehemals zur Burg gehörendem Gutshof. Die ebenfalls zur Ortschaft zählende Rotte Unterranna mit dem Paulinerkloster Unterranna liegt der Burg zu Füßen.
Im Adressbuch von Österreich war im Jahr 1938 das Stift Göttweig als Grundeigentümer ausgewiesen.

## Sehenswürdigkeiten
- Burg Oberranna